# Jeremy (chanson)
Pour les articles homonymes, voir Jérémie (homonymie).
Jeremy est le troisième single du premier album de Pearl Jam, Ten. Il est sorti en single en 1992 avec les B-sides Footsteps et Yellow Ledbetter et est devenu l'une des chansons les plus connues de Pearl Jam. La chanson a atteint la 5e place du Billboard. Elle a été nommée pour les Grammy Awards de la Meilleure chanson rock et de la Meilleure performance hard rock en 1993.
Elle a été incluse dans la sélection des « 500 chansons qui ont façonné le rock 'n' roll » (500 Songs that Shaped Rock and Roll) du Rock and Roll Hall of Fame(en) Experience the music: One hit wonders and the songs that shaped Rock and Roll.